# Splotch!
 (septembre 2020).
Si vous disposez d'ouvrages ou d'articles de référence ou si vous connaissez des sites web de qualité traitant du thème abordé ici, merci de compléter l'article en donnant les références utiles à sa vérifiabilité et en les liant à la section « Notes et références ».
 (avril 2022).
Splotch! est un jeu de société créé par Igor Polouchine en 2004 et édité par Darwin Project.
Pour 2 joueurs, de 8 à 120 ans pour environ 30 minutes.

## Principe général
On retrouve dans ce jeu les sympathiques grenouilles de l’univers de Crôa! dans une version totalement indépendante et conçue pour deux joueurs.

## Règle du jeu

### Matériel
La boîte contient :
- 44 dalles
- 16 grenouilles Servantes (8 noires, 8 blanches)
- 2 grenouilles Reine (1 noire, 1 blanche)
- 12 pions Mâles en carton
- 1 paquet de 55 cartes, format standard
- 1 livret de règles de 8 pages, au format de la boîte

### Mise en place
Pour l'instant, mettez de côté les cartes Splotch!, qui seront utilisées par la suite.
Mélangez les 44 dalles du jeu et retirez en 2 au hasard. Formez un rectangle de 6 dalles sur sept dalles, faces cachée. Ce rectangle représentera la mare et donc le terrain de jeu des grenouilles.
Chaque joueur choisit une couleur et prend les figurines « reines » et « servantes » ainsi que les pions « mâles » qui correspondent, puis place sa reine et deux servantes sur les coins opposés.
On détermine le premier joueur de la façon suivante : chacun se positionne sur une ligne, celui qui saute le plus loin gagne le privilège de commencer. Sinon, un tirage au sort peut très bien faire l'affaire.

### But du jeu
Pour gagner à Splotch!, il faut éliminer la reine adverse et être le dernier à conserver sa reine en jeu.

### Déroulement
Le jeu suit les mêmes règles que Crôa!. La seule différence vient des cartes. Chaque joueur a trois cartes en main. Il ne peut en jouer qu'une seule pendant son tour, et autant qu'il le souhaite pendant le tour de son adversaire. Au début de son tour, il complète toujours sa main à trois cartes.
Les cartes ont des effets plus ou moins puissants sur le jeu :
on peut, par exemple, éviter de se faire manger par un brochet grâce à la carte de dressage, échanger des tuiles du terrain de jeu, congeler une Servante adverse pour l’immobiliser,
rendre les mâles carnivores, voyager dans le temps, engluer les nénuphars et même ressusciter sa Reine que l'on croyait perdue !
Les dalles sont donc faces cachées et sont mélangées.
Chaque joueur commence dans un coin du plateau avec une Reine-Grenouille et deux servantes grenouilles.
Chacun à son tour peut bouger sa Reine ou une Servante d’une case. On prend connaissance de la nature de celle-ci en retournant la carte sur laquelle on se rend.
Certaines dalles sont bénéfiques (elles permettent de rejouer par exemple), d’autres sont maléfiques (le Brochet mange votre pion).
Il existe aussi des dalles de mâles qui permettent à la Reine des grenouilles de se reproduire : c’est ainsi que l’on peut gagner en cours de partie de nouveaux pions Servantes, ce qui procure un avantage stratégique certain.

### Fin de partie et vainqueur
Pour gagner la partie, il faut que la reine de son adversaire soit mangée en premier (par une grenouille, par un brochet, ou à cause des effets d'une carte).